# Aspalathus bodkinii
Aspalathus bodkinii är en ärtväxtart som beskrevs av Harry Bolus. Aspalathus bodkinii ingår i släktet Aspalathus och familjen ärtväxter. Inga underarter finns listade i Catalogue of Life.